# Ilmar Sikemäe
Ilmar Sikemäe (geb. als Helmut Bötker, * 5. Dezemberjul. / 18. Dezember 1914greg. in Albu; † 25. Juli 1998 in Tallinn) war ein estnischer Schriftsteller und Publizist.

## Leben
Sikemäe ging in Tallinn zur Schule und machte dort 1935 Abitur. Anschließend arbeitete er vier Jahre als Buchhalter im Verlag Uus Eesti (,Neues Estland‘), nach der Sowjetisierung von Estland war er 1940–1941 Mitarbeiter bei der Zeitung Rahva Hääl. 1941 wurde er in die Rote Armee mobilisiert. Nach dem Krieg arbeitete er bei verschiedenen Zeitungen und Zeitschriften und von 1953 bis 1957 war er Chefredakteur von Looming, der wichtigsten Literaturzeitschrift Estlands.
Sikemäe war seit 1945 Mitglied der KPdSU und seit 1949 Mitglied des Estnischen Schriftstellerverbandes.

## Literarisches Werk
Bereits als Schüler unternahm Sikemäe erste schriftstellerische Versuche, und Ende der 1930er-Jahre erschienen seine Geschichten und Humoresken unter verschiedenen Pseudonymen in Zeitschriften. Nach dem Krieg veröffentlichte er seine Kurzprosa in zwei Sammlungen, die höflich, aber nicht ohne kritische Bemerkungen aufgenommen wurden. So bemängelte ein Kritiker bezüglich einer Erzählung beispielsweise, dass deren größter Mangel ist, „dass man nirgendwo die leitende und helfende Hand der Partei“ bemerke. Allerdings wirbelte seine Erzählung Tolm ('Staub'), die 1955 in der Märznummer von Looming erschien, kurzzeitig buchstäblich Staub auf, weil die Ideologiewächter hierin Verfehlungen gegen die Parteirichtlinie sahen.
Seine größte Bekanntheit erlangte er mit dem in zwei Auflagen erschienenen Werk Briefe aus Vargamäe (1962, 1977). Der Großvater mütterlicherseits von Sikemäe, Jakob Sikenberg, hatte nämlich Anton Hansen Tammsaare als Prototyp für den intriganten Gegenspieler seiner Hauptperson im ersten Teil des Romanzyklus Tõde ja õigus gedient. Durch eigene Memoiren und Interviews gelang es Sikemäe nun, „dankenswertes Material für den Hintergrund von Tõde ja õigus zu liefern“.
Ilmar Sikemäe verfasste auch Miniaturen und Kindergeschichten und übersetzte aus dem Deutschen (zum Beispiel Georg Weerth, Bernhard Kellermann und Bernhard Seeger).

## Auszeichnungen
- 1957: Volksschriftsteller der ESSR
- 1980: A. H. Tammsaare-Literaturpreis der Gemeinde Albu

## Übersetzungen ins Deutsche
Von Ilmar Sikemäe liegt auch eine Erzählung auf Deutsch vor: „Ein Mensch wie alle anderen...“ Übersetzt [aus dem Russischen] von A.E. Thoss, in: Aus dem Buch des Lebens. Ukrainische und estnische Novellen. Auswahl und Einleitung Erich Müller. Berlin: Verlag Kultur und Fortschritt 1951, S. 262–276.

## Bibliographie
- Teekond jätkub ('Der Weg geht weiter'). Tallinn: Eesti Riiklik Kirjastus 1951. 196 S.
- Näoga tuleviku poole ('Das Gesicht auf die Zukunft gerichtet'). Tallinn: Eesti Riiklik Kirjastus 1961. 303 S.
- Kirjad Vargamäelt ('Briefe aus Vargamäe'). Tallinn: Eesti Riiklik Kirjastus 1962. 224 S.
- Selged silmad ('Klare Augen'). Tallinn: Eesti Raamat 1967. 264 S.
- Sada lugu. Jutte ja laaste aastaist 1929-1969 ('Hundert Geschichten. Erzählungen und Miniaturen'). Tallinn: Eesti Raamat 1969. 344 S.
- Kolm tütarlast ja teised ('Drei Mädchen und die anderen'). Tallinn: Eesti NSV Riiklik Kunstiinstituut 1968. 16 S.
- Kirjad Vargamäelt. 2., täiendatud trükk. ('Briefe aus Vargamäe. 2., erweiterte Auflage'). Tallinn: Eesti Raamat 1977. 235 S.
- Vasaku käe lood ('Geschichten der linken Hand'). Tallinn: Eesti Raamat 1989. 156 S.

## Sekundärliteratur
- Egon Rannet: Noore autori esimesest raamatust, in: Looming 4/1951, S. 495–499.
- A. Tulik: Kunst algab karakterist, in: Looming 6/1962, S. 953–957.
- Reet Krusten: Ilmar Sikemäe kutsub Vargamäele, in: Keel ja Kirjandus 5/1963, S. 307–310.
- Einar Maasik: Ilmar Sikemäe läbi viie aastakümne, in: Keel ja Kirjandus 12/1964, S. 753–754.
- Ralf Parve: Kiri 50-aastasele koolivennale, in: Looming 12/1964, S. 1869–1873.
- Ülo Tonts: Tööinimeste portreid ja natuke probleemegi, in: Looming 9/1967, S. 1433–1434.
- Endel Mallene: Neljakümne aasta tunde- ja mõttepäevik, in: Looming 4/1970, S. 629–631.
- Karl Mihkla: Ilmar Sikemäe ja tema kodunurk Järvamaa, in: Keel ja Kirjandus 12/1974, S. 752–755.
- Oskar Kuningas: Juubelikiri Ilmar Sikemäele, in: Looming 12/1984, S. 1716–1717.
- Aksel Tamm: "Aga see oli üks mees" (II). Ilmar Sikemäe, in: Loomng 7/2002, S. 1069–1074.